# 五人足球
五人足球是足球的一个变种。在五人制足球中，每支球队只有5名队员上场比赛而不是通常的11名。五人足球与普通足球的其他不同包括在较小的场地比赛，使用较小的球门，以及缩短了的比赛时间。

## 變體

### 室內五人足球
室內五人足球（futsal）是国际足联（FIFA: Fédération Internationale de Football Association）官方认可的室內五人制足球版本。國際足總室內五人足球世界盃為最高級別的國際性國家級五人制足球賽事。

### 其他的五人比赛
五人足球比赛通常是非正式的，因此比赛规则也相对灵活，有时是在比赛之前当场决定；这与规则由FIFA官方制定发布的五人制足球相当不同。
竞赛性的或半正式的五人比赛通常使用通用的一般规则。